# Macaranga indica
Macaranga indica är en törelväxtart som beskrevs av Robert Wight. Macaranga indica ingår i släktet Macaranga och familjen törelväxter. Inga underarter finns listade i Catalogue of Life.